# Johan Loenbom
Johan Loenbom, född 13 oktober 1756 i Flistads församling i Östergötlands län, död 15 maj 1817 i Misterhults församling, var en svensk präst, verksam i Linköpings stift samt riksdagsman.

## Biografi
Johan Loenbom, som var son till kyrkoherde Nils Loenbom i Ljungs församling och brorson till Samuel Loenbom, blev student vid Uppsala universitet 1775 och prästvigdes 1780. Efter en tid som extra ordinarie bataljonspredikant i Kronobergs regemente och huspredikant hos överste S. Hederstjerna avlade han pastoralexamen 1783, blev kyrkoherde i Tuna församling i Linköpings stift 1786, prost 1799 och kontraktsprost 1810. Från 1813  verkade han som kyrkoherde i Misterhults pastorat. Han var riksdagsman 1809 och 1812.

### Familj
Han gifte sig 1787 med Maria Rebecka Juringius (1769–1841), dotter till kyrkoherde A. Juringius i Västra Eneby församling i Linköpings stift. De fick barnen Carl Johan Loenbom (1791–1852), som efterträdde sin far som kyrkoherde i Misterhult, Anders Gustaf Loenbom, kyrkoherde i Västra Eneby, Nils Samuel, komminister i Mjölby och regementspastor, Anna Brita (1797–1871), Mariana Rebecka (1799–1877), gift med professor Vilhelm Fredrik Palmblad, Per Zachris (1804–1831), sekundlöjtnant vid Flottan, och Johan Fredrik, kyrkoherde i Torpa församling.